# Dallon
Dallon är en kommun i departementet Aisne i regionen Hauts-de-France i norra Frankrike. Kommunen ligger  i kantonen Saint-Simon som ligger i arrondissementet Saint-Quentin. År 2022 hade Dallon 431 invånare.

## Befolkningsutveckling
Antalet invånare i kommunen Dallon
Referens: INSEE